# تحدي العائلات
تحدي العائلات هو برنامج مسابقات بدأ عرضه على قناة ام بي سي 1 عام 2020م بتقديم المذيع داود الشريان. البرنامج مقتبس من البرنامج الأمريكي فاميلي فيود.
تعتمد فكرة البرنامج على المنافسة بين عائلتين تتواجهان في كل حلقة من خلال الإجابة على أسئلة عدة، تتعلق عموما بحياتهما اليومية والعائلية والاجتماعية والعملية. تعتمد دقة الإجابات على نتائج استطلاعات للرأي العام تم إعدادها خصيصاً للبرنامج، وطرحت على مجموعة عشوائية من الناس تحت إشراف فريق متخصص. تتألف كل حلقة من سبعة أسئلة تفصل العائلتين عن الجولة النهائية، التي تتضمّن بدورها خمسة أسئلة، ليتم بعدها تحديد العائلة الفائزة بعد أن تجمع النقاط التي يجب ألا تقل عن 200 نقطة من أجل الفوز بجائزة مالية.